# Tricken
Tricken är ett slangord, ursprungligen för spårvagn, men åtminstone i Stockholm överfört till tunnelbana.
Ordet har sitt ursprung i det norska Trikken, vilket är en förkortning av elektrikken (ursprungligen från engelskans electric tram-car). Detta är en gängse benämning på såväl spårvagnar som trådbussar i Norge.